# Anton Schweitzer
Pour les articles homonymes, voir Schweitzer.
Anton Schweitzer est un compositeur allemand né à Cobourg le 6 juin 1735, mort à Gotha (Allemagne) le 23 novembre 1787.
Son œuvre actuellement la plus connue est son opéra Alceste, dont le libretto fut écrit par Christoph Martin Wieland. La duchesse de Weimar Anne Amélie de Brunswick-Wolfenbüttel, qui avait commandé cette œuvre pour son théâtre, l'annonçait comme « le premier opéra en allemand ».

## Œuvres choisies
Anton Schweitzer en aurait composé une quinzaine, dont beaucoup sont perdues.
- Elysium (livret de Johann Georg Jacobi, 18 janvier 1770, Hoftheater Hanovre)
- Die Dorfgala (livret de Friedrich Wilhelm Gotter, 30 juin 1772, Hoftheater Hanovre)
- Alceste (livret de Christoph Martin Wieland, 28 mai 1773, Hoftheater Weimar)
- Die Wahl des Herkules (livret de Christoph Martin Wieland, 3 septembre 1773, Hoftheater Weimar)
- Polyxena, 7 avril 1775, Gotha)
- Rosamunde (livret de Christoph Martin Wieland, 20 janvier 1780, Nationaltheater Mannheim)

## Discographie
- Alceste enregistré en 2007 par le Concerto Köln, sous la direction de Michael Hofstetter (label : Berlin)